# Ісікава Хісасі
Хісасі Ісікава (англ. Hisashi Ishikawa; 2 вересня 1982, м. Йокогама, Японія) — японський хокеїст, воротар. Виступає за «Ніппон Пейпер-Крейнс» в Азійській хокейній лізі. 
Виступав за Токійський університет, «Ніппон Пейпер-Крейнс».
У складі національної збірної Японії учасник чемпіонатів світу 2009 (ДІ) і 2010 (ДІ). У складі молодіжної збірної Японії учасник чемпіонату світу 2000 (група C).
Досягнення
- Чемпіон Азійської ліги (2007, 2009).